# Orangeat

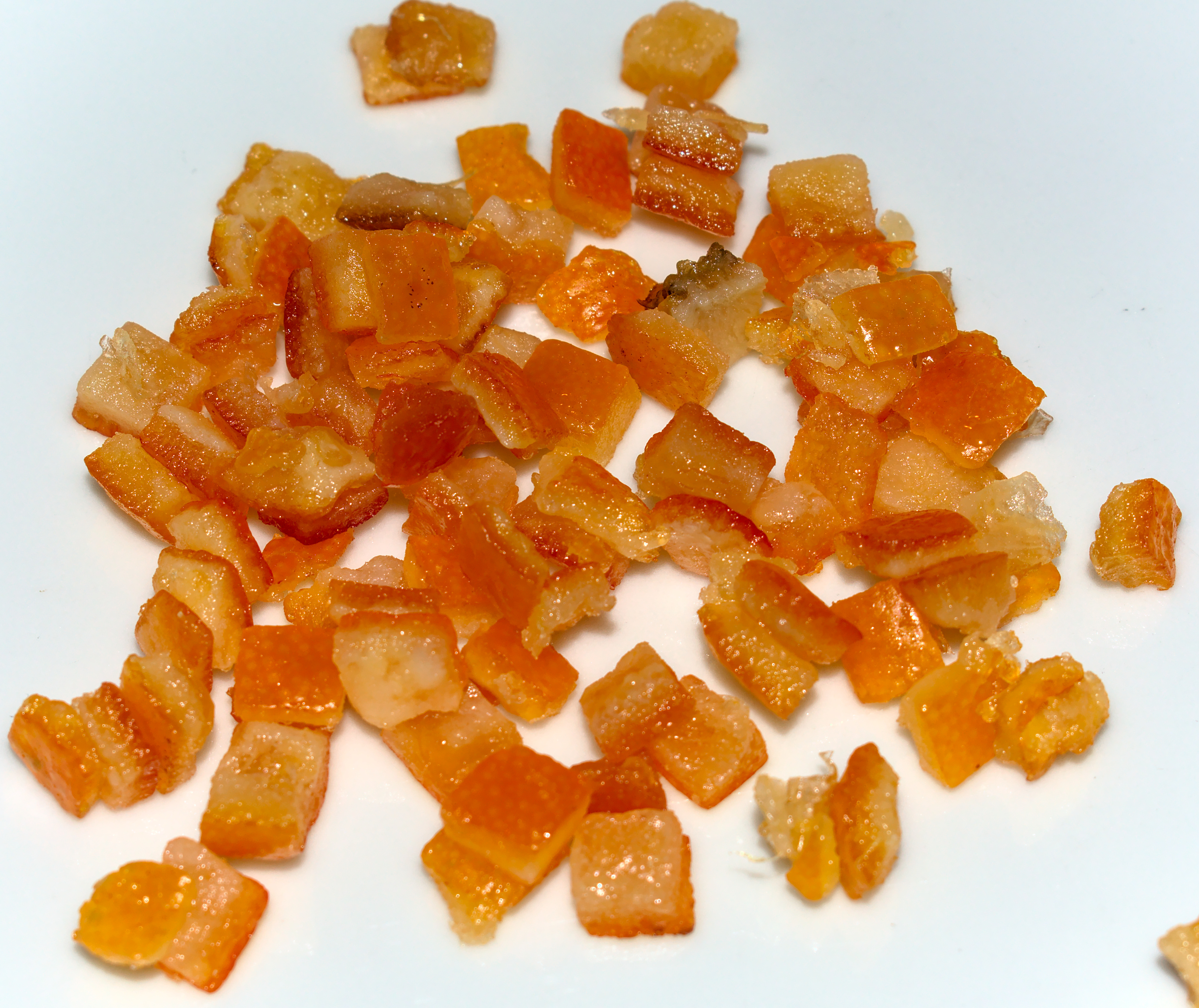
In kleine Würfel geschnittenes Orangeat als Backzutat

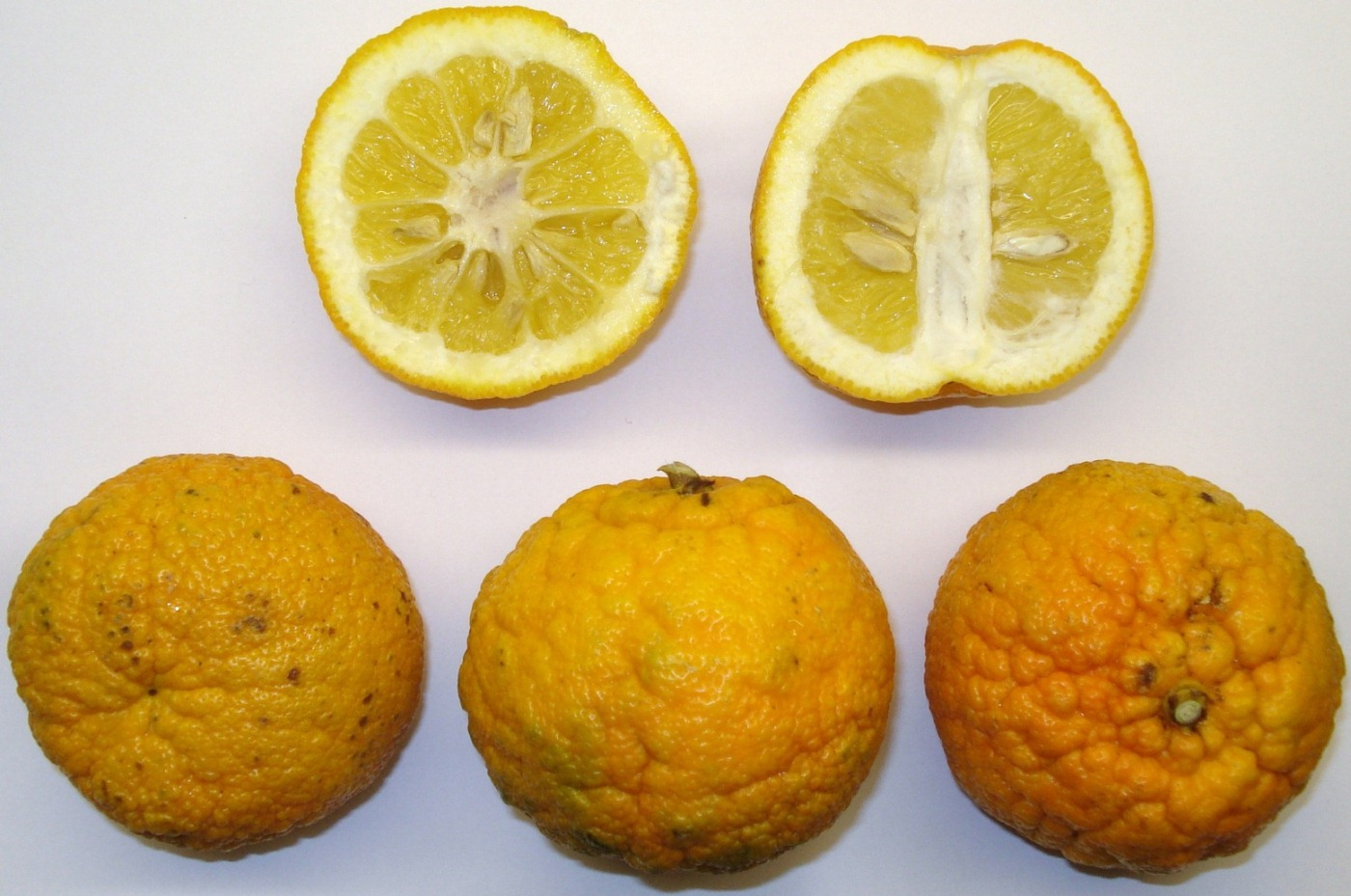
Die ausgeprägte Albedo der Bitterorange

Orangeat, in Österreich Aranzini genannt, wird durch das Kandieren der Schalen, dem Exokarp (auch Epikarp genannt) von Bitterorangen (Pomeranzen) gewonnen, die eine wesentlich dickere Schale als andere Orangenarten haben.
Der Zuckergehalt von Orangeat beträgt mindestens 65 Prozent. Insbesondere bei industriell hergestellten Produkten kommen ferner Spuren von Kochsalz und Schwefliger Säure (als Konservierungsmittel) vor. Weiterer Bestandteil kann Zitronensäure (E 330) sein. Orangeat findet u. a. als Backgewürz Verwendung, beispielsweise in Stollen, Striezel oder Früchtebrot.
Das entsprechende Produkt aus Zitronatzitronen ist Zitronat.

## Orangeat in der DDR
Orangeat gehörte in der DDR wie Zitronat zu den Dickzuckerfrüchten und war in den Verarbeitungsformen: gewürfelt, gehackt oder gemahlen im Einzelhandel erhältlich. Es wurde ebenfalls als Diabetiker-Erzeugnis in haushaltsüblichen Verpackungen angeboten. Verbindlich waren dafür die Technischen Normen, Gütevorschriften und Lieferbedingungen in den TGL-Fachbereichstandards TGL 103 30, TGL 24 071/03 und TGL 24 071/07 der Jahre 1968, 1978 und 1988. Auszug: Die Ausgangsrohstoffe für Zitronat sind die konservierten grünen Schalen der unreifen Zedratzitronen und für Orangeat die frischen oder konservierten Schalen von Orangen bzw. Bitterorangen. Größter Hersteller von Zitronat und Orangeat in der DDR war das Kombinat Obst- und Gemüseverarbeitung Sohland.
Da Zitrusfrüchte nur teuer importiert werden konnten, entwickelte man im Zentralinstitut für Ernährung in Potsdam-Rehbrücke Alternativen, um weiterhin Backwaren wie den Dresdner Christstollen produzieren und vermarkten zu können. Als Ersatz für Zitronat diente Kandinat T, aus kandierten grünen Tomaten hergestellt, als Orangeatersatz wurde Kandinat M aus gekochten und danach kandierten Möhren produziert. Beide Ersatzerzeugnisse kamen jedoch erst ab Mitte der 1980er Jahre als Backmischung „Candi“, einer Mischung aus Kandinat T und Kandinat M, in den Einzelhandel. Laut TGL 24 071/08 gehörte das Produkt zu den mit Stärke oder Mehl oberflächenbehandelten Backzutaten die auf den Verpackungen in ihren Hauptbestandteilen genau zu deklarieren waren.